# Linia kolejowa Roma – Cassino – Napoli
Linia kolejowa Rzym-Cassino-Neapol – pierwsza z trzech istniejących linii kolejowych pomiędzy stolicami Lacjum i Kampanii. Linia została otwarta przez Società per le Strade Ferrate Romane w 1863 roku. Linia jest w pełni zelektryfikowana napięciem 3kV DC. Jest obecnie wykorzystywana głównie przez pociągi regionalne, niektóre pociągi kursujące na wybrzeża Adriatyku i kilka pociągów nocnych. W 2005 otarto częściowa trasę kolei dużych prędkości Rzym-Neapol.